# NGC 160
NGC 160 је лентикуларна галаксија у сазвежђу Андромеда која се налази на NGC листи објеката дубоког неба.
Деклинација објекта је + 23° 57' 29" а ректасцензија 0h 36m 4,1s. Привидна величина (магнитуда) објекта NGC 160 износи 12,6 а фотографска магнитуда 13,5. Налази се на удаљености од 78,780 милиона парсека од Сунца. NGC 160 је још познат и под ознакама UGC 356, MCG 4-2-33, CGCG 479-43, near SAO 74134, PGC 2154.